# Barbora Strýcová
Barbora Strýcová (Plzeň, 28 de Março de 1986) é uma ex-tenista profissional tcheca, que alcançou o 16º lugar em simples e 1º em duplas. No circuito WTA, conquistou 2 títulos sozinha e 31 com uma dupla, além de uma medalha de bronze, também nas duplas. Levantou um troféu do Grand Slam (2019, Wimbledon, duplas) e foi três vezes campeã da Fed Cup nos anos de triunfo de seu país (participou das finais de 2015, 2016, 2018).
Anunciou aposentadoria em 4 de maio de 2021, sendo o Australian Open do mesmo ano o último evento que participou, tendo perdido na 1ª fase das três modalidades que se inscreveu.
Em abril de 2023, após a maternidade, anunciou que retornaria ao circuito por um curto período. O primeiro compromisso foi no WTA de Madri, no dia 25. Com o ranking protegido, entrou direto na chave principal e perdeu para a italiana Elisabetta Cocciaretto. Também se inscreveu em duplas para competir ao lado da antiga companheira, a taiwanesa Hsieh Su-wei.
Os pouco mais de cinco meses renderam o segundo título de Slam e em Wimbledon, ao lado de Hsieh. A despedida veio no US Open, caindo nas quartas de final de duplas mistas, ao lado de Santiago González, em 5 de setembro.

## Vida pessoal
Usou somente o sobrenome de solteira nas chaves dos torneios até o final da temporada de 2006. No ano seguinte, casou-se com o ex-tenista Jakub Herm-Záhlava, primo da tenista Sandra Záhlavová, passando a se chamar Barbora Záhlavová-Strýcová. Jakub também foi seu técnico. Em 2015, o relacionamento acabou. Barbora abandonou o nome duplo e voltou a ser Strýcová a partir de Stuttgart (Estugarda) 2015.

## WTA finais

### Simples: 5 (1 título, 4 vices)
| Legenda                             |
| ----------------------------------- |
| Grand Slam (0–0)                    |
| WTA Tour (0–0)                      |
| Premier Mandatory & Premier 5 (0–0) |
| Premier (0–1)                       |
| International (1–3)                 |

| Finais por piso |
| --------------- |
| Duro (1–1)      |
| Saibro (0–2)    |
| Grama (0–1)     |
| Carpete (0–0)   |

| Posição | N. | Data             | Campeonato                                           | Piso     | Oponente        | Placar        |
| ------- | -- | ---------------- | ---------------------------------------------------- | -------- | --------------- | ------------- |
| Vice    | 1. | 18 Julho 2010    | Prague Open, Praga, Rep Tcheca                       | Saibro   | Ágnes Szávay    | 2–6, 6–1, 2–6 |
| Campeã  | 1. | 18 Setembro 2011 | Bell Challenge, Quebec, Canadá                       | Duro     | Marina Erakovic | 4–6, 6–1, 6–0 |
| Vice    | 2. | 9 Julho 2012     | Internazionali Femminili di Palermo, Palermo, Itália | Saibro   | Sara Errani     | 1–6, 3–6      |
| Vice    | 3. | 15 Junho 2014    | Aegon Classic, Birmingham, Reino Unido               | Grass    | Ana Ivanovic    | 3–6, 2–6      |
| Vice    | 4. | 18 Outobro 2014  | Luxembourg Open, Luxemburgo                          | Duro (i) | Annika Beck     | 2–6, 1–6      |

### Duplas: 27 (17 títulos, 10 vices)
| Legenda                                      |
| -------------------------------------------- |
| Grand Slam (0–0)                             |
| WTA Tour (0–0)                               |
| Tier I / Premier Mandatory & Premier 5 (1–0) |
| Tier II / Premier (4–0)                      |
| Tier III, IV & V / International (12–10)     |

| Finais por Piso |
| --------------- |
| Duro (10–6)     |
| Saibro (6–4)    |
| Grama (1–0)     |
| Carpete (0–0)   |

| Posição | N.  | Data              | Campeonato                                           | Piso     | Parceira              | Oponente                                      | Placar                 |
| ------- | --- | ----------------- | ---------------------------------------------------- | -------- | --------------------- | --------------------------------------------- | ---------------------- |
| Vice    | 1.  | 20 Fevereiro 2005 | Copa Colsanitas, Bogotá, Colômbia                    | Saibro   | Ľubomíra Kurhajcová   | Emmanuelle Gagliardi Tina Pisnik              | 4–6, 3–6               |
| Campeã  | 1.  | 1 Maio 2005       | Warsaw Open, Varsóvia, Polônia                       | Saibro   | Tatiana Perebiynis    | Klaudia Jans Alicja Rosolska                  | 6–1, 6–4               |
| Campeã  | 2.  | 8 Maio 2005       | Marrakech Grand Prix, Rabat, Marrocos                | Saibro   | Émilie Loit           | Lourdes Domínguez Lino Nuria Llagostera Vives | 3–6, 7–6(8–6), 7–5     |
| Vice    | 2.  | 15 Maio 2005      | Prague Open, Praga, Rep. Tcheca                      | Saibro   | Jelena Kostanić       | Nicole Pratt Émilie Loit                      | 7–6(8–6), 4–6, 4–6     |
| Vice    | 3.  | 2 Janeiro 2006    | ASB Classic, Auckland, Nova Zelândia                 | Duro     | Émilie Loit           | Elena Likhovtseva Vera Zvonareva              | 3–6, 4–6               |
| Vice    | 4.  | 6 Janeiro 2008    | ASB Classic, Auckland, Nova Zelândia                 | Duro     | Martina Müller        | Lilia Osterloh Mariya Koryttseva              | 3–6, 4–6               |
| Campeã  | 3.  | 3 Agosto 2008     | Nordea Nordic Light Open, Estocolmo, Suécia          | Duro     | Iveta Benešová        | Petra Cetkovská Lucie Šafářová                | 7–5, 6–4               |
| Vice    | 5.  | 2 Março 2009      | Monterrey Open, Monterrey, México                    | Duro     | Iveta Benešová        | Nathalie Dechy Mara Santangelo                | 3–6, 4–6               |
| Vice    | 6.  | 13 Julho 2009     | Prague Open, Praga, Rep. Tcheca                      | Saibro   | Iveta Benešová        | Kateryna Bondarenko Alona Bondarenko          | 1–6, 2–6               |
| Campeã  | 4.  | 14 Setembro 2009  | Bell Challenge, Quebec, Canadá                       | Duro     | Vania King            | Sofia Arvidsson Séverine Beltrame             | 6–1, 6–3               |
| Campeã  | 5.  | 25 Outubro 2009   | Luxembourg Open, Luxemburgo                          | Duro (i) | Iveta Benešová        | Vladimíra Uhlířová Renata Voráčová            | 6–1, 0–6, [10–7]       |
| Campeã  | 6.  | 14 Fevereiro 2010 | Open Gaz de France, Paris, França                    | Duro (i) | Iveta Benešová        | Cara Black Liezel Huber                       | w/o                    |
| Campeã  | 7.  | 28 Fevereiro 2010 | Abierto Mexicano TELCEL, Acapulco, México            | Saibro   | Polona Hercog         | Sara Errani Roberta Vinci                     | 2–6, 6–1, [10–2]       |
| Campeã  | 8.  | 7 Março 2010      | Monterrey Open, Monterrey, México                    | Duro     | Iveta Benešová        | Anna-Lena Grönefeld Vania King                | 3–6, 6–4, [10–8]       |
| Vice    | 7.  | 10 Julho 2010     | Swedish Open, Båstad, Suécia                         | Saibro   | Renata Voráčová       | Gisela Dulko Flavia Pennetta                  | 6–7(0–7), 0–6          |
| Vice    | 8.  | 19 Setembro 2010  | Bell Challenge, Quebec, Canadá                       | Duro     | Bethanie Mattek-Sands | Sofia Arvidsson Johanna Larsson               | 1–6, 6–2, 6–10         |
| Campeã  | 9.  | 2 Outubro 2010    | Toray Pan Pacific Open, Toquio, Japão                | Duro     | Iveta Benešová        | Shahar Pe'er Peng Shuai                       | 6–4, 4–6, [10–8]       |
| Campeã  | 10. | 7 Outubro 2010    | Generali Ladies Linz, Linz, Áustria                  | Duro (i) | Renata Voráčová       | Květa Peschke Katarina Srebotnik              | 7–5, 7–6(8–6)          |
| Vice    | 9.  | 24 Outubro 2010   | Luxembourg Open, Luxemburgo                          | Duro (i) | Iveta Benešová        | Timea Bacsinszky Tathiana Garbin              | 4–6, 4–6               |
| Campeã  | 11. | 14 Janeiro 2011   | Sydney International, Sydney, Austrália              | Duro     | Iveta Benešová        | Květa Peschke Katarina Srebotnik              | 4–6, 6–4, [10–7]       |
| Campeã  | 12. | 6 Março 2011      | Monterrey Open, Monterrey, México                    | Duro     | Iveta Benešová        | Anna-Lena Grönefeld Vania King                | 6–7(8–10), 6–2, [10–6] |
| Campeã  | 13. | 1 Maio 2011       | Barcelona Ladies Open, Barcelona, Espanha            | Saibro   | Iveta Benešová        | Natalie Grandin Vladimíra Uhlířová            | 5–7, 6–4, [11–9]       |
| Campeã  | 14. | 18 Junho 2011     | UNICEF Open, 's-Hertogenbosch, Holanda               | Gram     | Klára Zakopalová      | Dominika Cibulková Flavia Pennetta            | 1–6, 6–4, [10–7]       |
| Campeã  | 15. | 25 Outubro 2011   | Luxembourg Open, Luxemburgo                          | Duro (i) | Iveta Benešová        | Lucie Hradecká Ekaterina Makarova             | 7–5, 6–3               |
| Campeã  | 16. | 29 Abril 2012     | Porsche Tennis Grand Prix, Stuttgart, Alemanha       | Saibro   | Iveta Benešová        | Julia Görges Anna-Lena Grönefeld              | 6–4, 7–5               |
| Campeã  | 17. | 14 Julho 2012     | Internazionali Femminili di Palermo, Palermo, Itália | Saibro   | Renata Voráčová       | Darija Jurak Katalin Marosi                   | 7–6(7–5), 6–4          |
| Vice    | 10. | 14 Outubro 2012   | Generali Ladies Linz, Linz, Áustria                  | Duro (i) | Julia Görges          | Anna-Lena Grönefeld Květa Peschke             | 3–6, 4–6               |